# Brandenstein Béla
Báró Brandenstein Béla (Budapest, 1901. március 17. – Saarbrücken, 1989. augusztus 24.) filozófus, egyetemi tanár.

## Élete
Középiskolai tanulmányait a budapesti egyetemi gyakorló gimnáziumban végezte. A Pázmány Péter Tudományegyetemen 1923-ban Kornis Gyulánál doktorált. 1924 őszétől a berlini Collegium Hungaricumban ösztöndíjjal tanult tovább. Itt kezdte írni a Grundlegung der Philosophie című művét, amely magyarul később Bölcseleti alapvetés címen jelent meg.
1925-ben megkapja az MTA főtitkári irodájának vezetői posztját. 1927-ben egyetemi magántanárrá nevezték ki, 1934-ben Pauler Ákos halála után nyilvános rendes tanár, a budapesti egyetem filozófiai tanszékének vezetője. Egyetemi előadásai megjelentek a Bölcsész hallgatók könyvtára füzeteiben. A Magyar Tudományos Akadémia Filozófiai Bizottságának elnöke, a Filozófiai Szemle főszerkesztője volt. A párizsi filozófiai kongresszus elnökké választotta, 1943-ban pedig lefordította Platón műveit.
A második világháború külföldre sodorta, majd előadásokat tartott a háború után Bregenzben, Innsbruckban és Ausztria más városaiban. 1949-től nyugdíjba vonulásáig, 1969-ig a saarbrückeni egyetem nyilvános rendes tanára volt, az NSZK-állampolgárságot 1950-ben kapta meg.

## Filozófiája
Böhm szubjektív idealizmusa és Pauler objektív idealizmusa után Brandenstein Béla ideálrealizmusnak nevezett rendszert alkotott. Brandenstein szerint a bölcseleti megismerés lehetőségeire irányuló kérdések nem előzetesen, hanem csak a filozófiai vizsgálódások menetében tisztázhatók, a filozófia tételei saját tárgyuknak megfelelően kereshetők meg. Brandenstein alapvető módszerre a dolgok fenomenológiai megragadása, majd az ezek fennállását biztosító elvek reduktív-regresszív, visszakövetkeztető feltárása, amely bizonyos értelemben indukciót és dedukciót is tartalmazhat. Brandenstein rendszerének megalapozó elve „a dolog fennáll” legáltalánosabban elgondolt tétele. Ezt tárgyalja a fennállástan (ontológia). A dolog három „valóság-előtti” alaphatározmánya a tartalom, a forma és az alakulat. A tartalomtan (totika) az egyedi minőséggel, a formatan (logika) a vonatkozásokkal, az alakulattan (matematika) a mennyiséggel foglalkozik. Míg az ontológia a dolgot legáltalánosabb fogalma szerint vette, magát a világot realitásként a valóságtan (metafizika) vizsgálja a változás, erő, anyag és Isten témáin keresztül. A valóság ismét három vonatkozást mutat, s eszerint tagolódik tovább a rendszer a gyakorlati valóságot megvilágító cselekvéstanra (pragmatika), az elméleti tevékenységet leíró tudománytanra (teoretika) és az esztétikumot megragadó művészettanra (poietika). Ezeket egyesíti és a rendszert lezárja az erkölcstan (etika), amelynek tárgya a teljes szellem és élet. Az erkölcsi érték nemcsak a gyakorlati jó fogalmát tartalmazza (mert beszélünk tudományos és művészi erkölcsről is), hanem egyesítve az igaz, a jó és a szép elvét, a valóság és érték újkori kettészakadásával szemben szellemi élettökéletességet jelent.
Brandenstein hangoztatta a keresztény humanizmus mindenkori jelentőségét. Az ember az életfejlődés betetőzése, akihez a személyes szellemi lét a méltó. Az ember természeti és természeten kívüli lény egyszerre, akinek egysége és kettőssége együtt adja hiteles képét. Végső belátásként állítja, hogy az emberi természet csak természetét meghaladó módon lehet teljesség. Az ember és a világ Istenre mutat, vele lesz teljes. E teocentrikus világfelfogásban a filozófia így a teodiceához s a katolikus teológiához vezet.

## Fő művei
- Művészetfilozófia (Budapest, 1930)
- Kierkegaard (Budapest, 1934)
- Bölcseleti alapvetés (Budapest, 1935, 1944)
- Az ember a mindenségben (I-III, Budapest, 1936-1937)
- Etika (Budapest, 1938)
- A lét forrásai (Budapest, 1940)
- A filozófia mai hivatásáról (Budapest, 1942)
- Das Bild des Menschen und die Idee des Humanismus (Bregenz, 1948)
- A művelődés válsága (Köln, 1952)
- Művészet és élet (Köln-Detroit-Bécs, 1969)
- Sein Welt-Mensch (tanulmányok, München, 1983)
- Der Mensch vor Gott (tanulmányok, München, 1984)